# Дезидератив
Дезидерати́в (ср. англ. desiderative mood, от лат. desiderativus — выражающий пожелание) — в лингвистике вид наклонения, выделяемого в ряде языков (санскрите, чукотско-камчатских и др.) и выражающего желание. В смысловом плане значение дезидератива в целом соответствует значению русского глагола ‘хотеть’.

## Дезидератив и оптатив
Семантически дезидератив связан с оптативом: они оба имеют общий компонент желания. Вместе с тем, в литературе эти два значения, как правило, противопоставляются.
Так, А. Мейе и Ж. Вандриес включают дезидератив в одно из пяти наклонений, встречающихся в индоевропейских языках. Они определяют его как форму, служащую для выражения желания и намерения, которая отличается от оптатива, обозначающего желание как не всегда осознанное устремление. Если ситуация не зависит от говорящего, она классифицируется как оптативная. Если же в ситуации проявляется воля субъекта и исполнение желания зависит от выбора субъекта, тогда эта ситуация попадает под разряд дезидератива.
Е. Курилович для различения оптатива и дезидератива предлагает отграничивать говорящего и деятеля: дезидератив выражает желание деятеля, а оптатив — желание говорящего.
В. А. Плунгян объясняет соотношение оптатива и дезидератива так: «Optative — говорящий хочет, чтобы ситуация Р имела место („хорошо бы“, „о если бы“); ср. дезидератив, где субъектом желания является субъект самой ситуации». Например, Хоть бы самолёт приземлился побыстрее! — оптативное высказывание, так как ситуация не зависит от воли говорящего. Если перефразировать его, то получим: «Я очень хочу, чтобы самолет приземлился побыстрее, но от меня это не зависит». С другой стороны: Я хочу сесть в этот самолет — дезидеративное высказывание, так как воля субъекта здесь эксплицирована: осуществление благоприятного для себя выбора.
Высказывалась также точка зрения, что дезидеративность «должна рассматриваться как одна из категорий внутренней модальной рамки, то есть в оппозиции к значению возможности и необходимости». Таким образом, дезидеративное значение соотносится с возможностью и необходимостью. Ср.: Хочу прибраться, то есть мне нужно прибраться и (для этого) у меня есть возможность; здесь ситуация связывается с оценкой реальной ситуации. Высказывание же оптативного характера может носить характер мечты: ср. Хочу в Париж — это может быть и реальное намерение, но в ситуации абстрактной устремлённости, когда нет необходимости, а возможность может лишь предполагаться, это нереальное желание. Аналогично, ср. высказывание без модального глагола ‘хотеть’: Вот бы оказаться сейчас в какой-нибудь в тёплой стране!

## Семантика дезидератива
Особенностям семантики дезидератива посвящена работа О. В. Ханиной. Она рассматривает вопрос об отношении дезидеративного значения к реальности следующим образом. Лингвистическая традиция рассматривает ситуацию желания 'X хочет Y', с одной стороны, как нереальную, когда речь идет о модальности, и как реальную «по умолчанию», если ситуация желания подразумевает отношение к эмоциям и мышлению. В центре внимания находится «дезидеративная ситуация», которая состоит из двух ситуаций: ситуации желания и желаемой ситуации. В ряде языков агглютинативного типа есть специальные аффиксы, указывающие на действенность воли говорящего. Соответственно, желание такого рода квалифицируется как реальное, то есть с последствием в виде действий, безотносительно к тому, была ли деятельность результативной или нет. Речь идет о намерении как о факте реальности.
Предлагаемая теоретическими работами интерпретация желания как модальности или эмоционально-мыслительной операции действительно подтверждается эмпирически, но не в качестве универсалии, а в качестве одной из возможностей, находящихся в распоряжении языков мира.
Поскольку желание находится между другими семантическими зонами, то в случае, когда оно не является единым объектом для некоторого языка (то есть когда в языке есть более одного средства выражения желания), данная семантическая зона разбивается на поля, каждое из которых оказывается ближе к одной из смежных зон (модальности, эмоциям/восприятию, ментальному состоянию или цели), чем другие, и, следовательно, те характеристики, которые отличают его от других полей зоны желания, могут быть так или иначе предсказаны характеристиками смежной зоны.
Ханина выделяет следующие разновидности желания, которые могут различать языки мира:
- желание, сближающееся с оценкой ситуации извне, то есть такой оценкой, которая сообщает некоторую информацию о ситуации, но сама отдельной ситуацией реального мира не является (субъект желания обладает свойствами источника информации о желаемой ситуации);
- желание, сближающееся с ментальным и/или перцептивным состоянием, (субъект желания обладает свойствами экспериенцера желаемой ситуации);
- желание, сближающееся с целенаправленным действием, (субъект желания обладает свойствами агенса ситуации желания, направленной на достижение желаемой ситуации).[6]

Согласно И. Адамсон, план содержания модальности дезидеративности можно представить в виде набора следующих дифференциальных семантических признаков:
- потенциальность желаемого действия ( Хочу завтра отправиться на рыбалку);
- обращённость высказывания в будущее, то есть наличие телеологической связи, которая подразумевает дискретность времени (Но ведь я и хотел в ту минуту побыть (хотел пожить) помимо всех и иных чувств, кроме благодарности. Хотел побывать, думая о снеге будущего года, — молитва о жизни? почему нет!.. (В. Маканин, Сюр));
- интенциональность (Главным было ответить на вопрос: зачем я хочу лететь в космос?);
- прикреплённость к Я-субъекту ( Я хочу учиться в университете; Говорят, ты хочешь учиться в университете. = Ты хочешь учиться в университете? — уточнение желаемого адресатом действия);
- наличие склонности субъекта к действию (- Пойдем в кино? — Не могу. Хочу дочитать детектив.).[7]

## Языковые средства выражения желания
По данным О. В. Ханиной, языками достаточно последовательно выбирается одна из четырёх возможностей:
1. Средства выражения желания сближаются со средствами выражения модальности, аспекта, актантной деривации;
2. Средства выражения желания сближаются с полипредикативными конструкциями с предикатами мышления, эмоций, восприятия;
3. Средства выражения желания сближаются со средствами выражения целенаправленных действий;
4. Средства выражения желания уникальны, то есть представляют собой морфосинтаксические объекты с уникальными для данного языка свойствами.

Таким образом, к основным средствам выражения дезидеративности относятся:
- матричные предикаты
- глагольные аффиксы
- специальные глагольные форманты
- посессивные конструкции
- перифрастические конструкции

## Дезидератив в разных языках

### Дезидератив в японском языке
Синтетические формы желательности в японском языке образуются с помощью незаключительного суффикса -(i)ta-. Присоединение данного суффикса к глагольной основе превращает её в предикативное прилагательное, оформляемое адъективными окончаниями. Семантически формы на -ita- обозначают две ситуации: первая — желание некоторого лица относительно того, чтобы другая ситуация имела место, и вторая, желаемая ситуация, обозначенная основой глагола.
| Watashi | wa  | waraidash-ita-ku   | nar-u     | no  | o   | jitto  | gaman-shi-te        | i-ta        |
| я       | TOP | засмеяться-DSD-CNV | стать-PRS | NML | ACC | стойко | сдерживание-VRB-CNV | AUX.PRG-PST |

'Я стойко сдерживал желание засмеяться.'
Из-за адъективизации дезидератив непосредственно не сочетается с показателями отрицания и адрессива, такие значения выражаются так же, как у обычных прилагательных. Отрицательные формы со значением нежелания образуются присоединением к деепричастной форме вспомогательного прилагательного nai:
| Otto | no  | kao  | o   | mi-ta-ku       | mo | na-i    |
| муж  | GEN | лицо | ACC | видеть-DSD-CNV | и  | AUX.NEG |

'Не хочу даже видеть лицо мужа.'
При наличии -ita- невозможно образование форм императива и гортатива, долженствования, иногда затруднено образование некоторых форм деепричастий.
Когда желающее лицо не совпадает с говорящим или с фокусом эмпатии, часто употребляются формы дезидератива с эвиденциальным суффиксом -gar-. Семантически формы -(i)ta-gar сходны с -(i)ta-, но имеют дополнительное значение: говорящий судит о чьем-то желании по косвенным данным. Например:
| Chikagoro   | no  | waka-i      | hito    | tachi | wa, | naze   | kanna | kitana-i    | apaato | ni  | sum-ita-gar-u    | no  | ka |
| современный | GEN | молодой-PRS | человек | PL    | TOP | почему | такой | грязный-PRS | дом    | DAT | жить-DSD-EVD-PRS | NML | Q  |

'Почему современные молодые люди хотят жить в таких грязных домах?'

### Дезидератив в санскрите
В санскрите дезидератив образуется путём присоединения суффикса -sa-, а также присоединением префикса в виде удвоенного слога, состоящего из первого согласного корня (иногда видоизменённого) и гласного, обычно /i/, но иногда /u/, если таковой есть в корне. Например:
| Глагол | Значение | Дезидератив | Значение       |
| ------ | -------- | ----------- | -------------- |
| nayati | он ведет | nínīṣati    | он хочет вести |
| pibāti | он пьет  | pípāsati    | он хочет пить  |
| jīvati | он живёт | jíjīviṣati  | он хочет жить  |

### Дезидератив в русском языке
В русском языке дезидеративность передаётся лексически. По мнению И.Адамсон, выражение желания исходит от самого модального субъекта — лица, являющегося носителем желания. Устремлённость к осуществлению намерения проявляется в 1-м лице ед.ч. (я хочу), когда смысл направлен от Я-субъекта. Обозначение желания либо непосредственного адресата, либо третьего лица, в сущности, лишено модального смысла. Формы ты хочешь, она/он хочет или вы хотите, они хотят не обязательно передают истинное желание лица, так как часто являются оценкой поведения человека со стороны третьего лица. В русском языке для обозначения желания употребляется и глагол хотеться, по своему значению очень близкий хотеть. В качестве базовой единицы для модальности дезидеративности в русском языке выступает предикат хотеть, как наиболее чётко указывающий на смысл дезидеративности. Например: Я хочу прочитать эту книгу. Я желаю прогуляться. Мне хочется прилечь отдохнуть
Напротив, к средствам выражения оптативности в русском языке относят формы с частицей бы, то есть сослагательное наклонение, инфинитивные предложения с частицей бы, предложения, вводимые частицами хоть бы, вот бы, только бы и т. д. Глаголы желать, хотеть выражают значения, эквивалентные оптативу, только при употреблении форм 1-го лица настоящего времени изъявительного наклонения или форм сослагательного наклонения, относящихся к 1-му лицу. Безличный глагол хотеться — при употреблении в тех же формах времени и наклонения, если субъектом желания является говорящий.